# Brachystomella parvula
Brachystomella parvula is een springstaartensoort uit de familie van de Brachystomellidae. De wetenschappelijke naam van de soort is voor het eerst geldig gepubliceerd in 1896 door Schaeffer.